# Nails
Nails est un groupe de punk hardcore américain, originaire d'Oxnard, en Californie. Ses labels sont Southern Lord Records, Six Feet Under Records et Streetcleaner Records. Ils comptent depuis leur formation, un total de quatre albums et un EP. 

## Biographie
Le groupe est formé en 2009 à Oxnard, en Californie. Le groupe publie son tout premier album studio, intitulé Unsilent Death, en 2010. En 2013 sort leur deuxième album studio, Abandon All Life. En juin 2014, le groupe signe un contrat avec Nuclear Blast afin de distribuer leur troisième album dans le premier trimestre de 2015. 
Nails se produit en France le 12 mars 2015 au Petit Bain à Paris, en première partie de Terror aux côtés de Risk It, Redemption Denied et Confusion. Le 25 juillet 2016, le groupe annonce l'annulation d'une tournée européenne programmée en novembre et la suspension de toute activité live et studio. Ils annulent également leur participation à l'Ozzfest Meets Knotfest. Todd Jones clarifie ses rumeurs en expliquant qu'il n'y a jamais eu de pause. En novembre 2016, le Hellfest annonce leur participation à son édition 2017. 
En décembre 2016, le groupe est annoncé au festival Power of the Riff, et un split 7" avec Full of Hell sera publié,,. Ils sont aussi annoncés le 24 mars 2017 aux Foufounes Électriques, à Montréal, Québec.

## Membres

### Membres actuels
- Todd Jones – chant, guitare[11],[12] (ex-Terror)[13]
- John Gianelli – basse
- Taylor Young – batterie (Disgrace)[14]

### Membres de tournée
- Phil Sgrosso – guitare (depuis 2016)
- Leon del Muerte – guitare (depuis 2016)

## Discographie

### Albums studio
- 2010 : Unsilent Death
- 2013 : Abandon All Life
- 2016 : You Will Never Be One of Us
- 2024 : Every Bridge Burning

### Split et EP
- 2009 : Obscene Humanity (12", réédité en 2012 sous format 7")
- 2014 : Two Song Flexi
- 2016 : Nails/Full of Hell (split)
- 2019 : I Don't Want To Know You